# Адинол
Адинол — плотная роговикоподобная контактово-метасоматическая горная порода серого, красного или зеленого цвета, с яшмовидным изломом. Как правило, продукт натриевого метасоматоза глинистых сланцев.
Минеральный состав: хлорит, серицит, кварц, альбит, кальцит
Не всегда адинолы образуются при метасоматическом привносе натрия в глинистые сланцы. Например, адинолы Печенгского района Мурманской области, развивающиеся на контакте ультраосновных и основных магматических пород и содержащие сульфиды внутри узлов, кроме альбита и кварца, по своему химическому составу соответствуют филлитам или филлитам с примесью туфогенного материала. Это объясняется тем, что филлиты первоначально содержали большое количество мелких зёрнышек (обломков) альбита, которые при перекристаллизации перераспределялись в породе и образовывали скопления внутри узлов. Таким образом, печенгские адинолы (а также, спилозиты)представляют собой породы, возникшие при перекристаллизации богатых альбитом филлитов (без привноса натрия). Такого типа адинолы обнаружены геологами и в других районах. На Гарце адинолы встречаются в контактовой зоне диабазов.